# Kamrup Metropolitan
Kamrup Metropolitan är ett distrikt i Indien.   Det ligger i delstaten Assam, i den östra delen av landet, 1 500 km öster om huvudstaden New Delhi.